# 우퇴위아섬

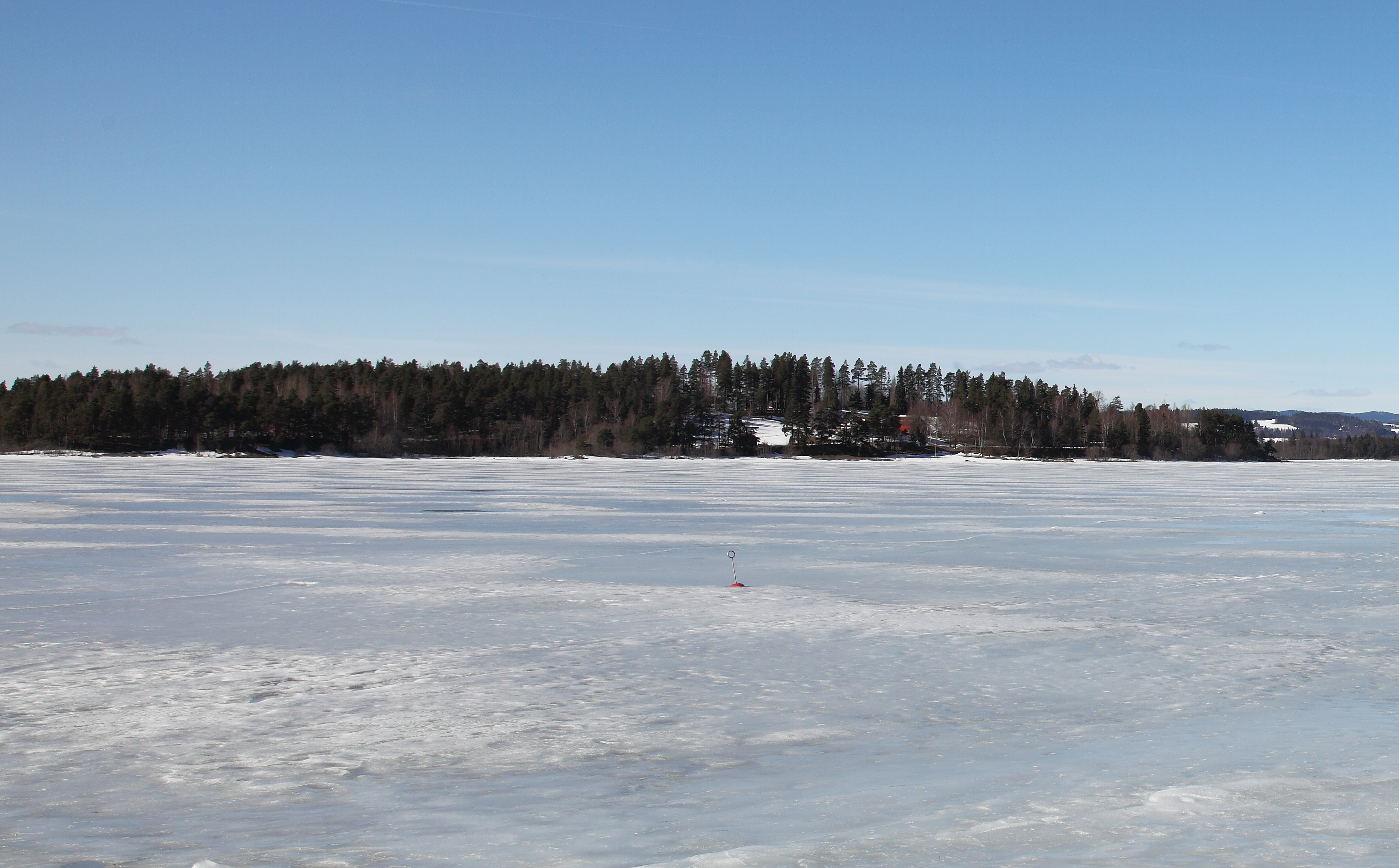
우퇴위아 섬

우퇴위아섬(노르웨이어: Utøya)은 노르웨이 부스케루주에 있는 튀리피오르덴호에 위치한 섬으로, 노르웨이의 수도 오슬로에서 북서쪽으로 약 30 km 떨어져 있다. 면적은 0.106 km2이며, 호수가에서 500m가량 떨어져 있다.
이 섬은 노르웨이 노동당 청년조직인 노동자 청년동맹(노르웨이어: Arbeidernes ungdomsfylking)이 소유하고 있으며, 청년동맹은 매년 여름 이곳에서 정치 캠프를 개최하고 있다. 오슬로 노동조합 총연맹(노르웨이어: Oslo faglige samorganisasjon)이 구입해 1950년 8월 28년 청년동맹에 증여했다. 우퇴위아는 정치 캠프가 없는 기간 동안에 캠핑장과 이벤트 행사장으로 사용되고 있으며, 운영은 우퇴위아 에이에스(Utøya AS)가 맡고 있다.

## 2011년 대참사
2011년 7월 22일 노동자 청년동맹(AUF)가 주최하고, 600여명이 참여한 정치 캠프에 총기 난사 사건이 발생했다. 용의자 아네르스 베링 브레이비크는 경찰제복을 입고 섬에 들어와 한 시간 여전에 발생한 오슬로 정부청사 폭탄테러에 관해 할 말이 있다며, 캠프 참여자들을 모은 뒤 오후 5시 30분 무렵 (한국 시간 23일 오전 0시 30분) 에 총을 난사하였다. 캠프 참가자들의 증언에 의하면 생존자들에 증언에 따르면 그는 매우 침착하게 바다로 해엄쳐 도망가는 사람들에게 사격을 했으며, 죽은 척하고 있던 사람들에게도 확인 사살까지 한 것으로 알려졌다. 사건 발생 1시간 후 경찰이 섬에 도착하자 바로 투항한 후 체포되었다. 이 사건으로 68명의 청소년 정치캠프의 참가자가 희생되었다.